# Грубине
Грубине (хорв. Grubine) — населений пункт у Хорватії, у Сплітсько-Далматинській жупанії у складі громади Подбаблє.

## Населення
Населення за даними перепису 2011 року становило 1 010 осіб.
Динаміка чисельності населення поселення:

## Клімат
Середня річна температура становить 13,30 °C, середня максимальна – 28,28 °C, а середня мінімальна – -1,59 °C. Середня річна кількість опадів – 919 мм.
| Клімат поселення                              | Клімат поселення | Клімат поселення | Клімат поселення | Клімат поселення | Клімат поселення | Клімат поселення | Клімат поселення | Клімат поселення | Клімат поселення | Клімат поселення | Клімат поселення | Клімат поселення | Клімат поселення |
| Показник                                      | Січ.             | Лют.             | Бер.             | Квіт.            | Трав.            | Черв.            | Лип.             | Серп.            | Вер.             | Жовт.            | Лист.            | Груд.            |                  |
| Середній максимум, °C                         | 8,79             | 9,76             | 13,44            | 17,46            | 22,16            | 26,01            | 28,28            | 28,18            | 23,03            | 18,28            | 12,87            | 9,59             |                  |
| Середня температура, °C                       | 3,59             | 4,57             | 8,26             | 12,27            | 16,97            | 20,82            | 23,76            | 23,67            | 18,50            | 13,77            | 8,34             | 5,08             |                  |
| Середній мінімум, °C                          | −1,59            | −0,62            | 3,06             | 7,08             | 11,78            | 15,63            | 19,25            | 19,16            | 14,00            | 9,25             | 3,83             | 0,57             |                  |
| Норма опадів, мм                              | 81               | 71               | 74               | 80               | 63               | 60               | 42               | 55               | 75               | 100              | 117              | 101              |                  |
| Середньомісячна швидкість вітру, м/с          | 2.21             | 2.60             | 2.81             | 2.60             | 2.32             | 2.10             | 2.13             | 1.94             | 2.09             | 2.10             | 2.54             | 2.56             |                  |
| Середньомісячна сонячна радіація, кДж/м²·день | 5529             | 8213             | 11958            | 16125            | 19976            | 22658            | 24474            | 21580            | 16147            | 10479            | 6037             | 4694             |                  |
| --------------------------------------------- | ---------------- | ---------------- | ---------------- | ---------------- | ---------------- | ---------------- | ---------------- | ---------------- | ---------------- | ---------------- | ---------------- | ---------------- | ---------------- |
| Джерело:                                      |                  |                  |                  |                  |                  |                  |                  |                  |                  |                  |                  |                  |                  |